# Acanthostichus brevicornis
Espèce
Acanthostichus brevicornis est une espèce de fourmis du genre Acanthostichus (sous-famille des Cerapachyinae). C'est l'espèce la plus commune de ce genre. Elle se rencontre en Argentine, au Brésil, en Guyane, au Paraguay et au Suriname.